# 音楽情報局 土曜はキャベツクラブ
『音楽情報局 土曜はキャベツクラブ』（おんがくじょうほうきょく どようはキャベツクラブ）は、秋田放送（ABSラジオ）で1989年4月15日-1997年10月4日まで、毎週土曜日の13:00 - 16:55（JST、以下同）に生放送されていた秋田県ローカルの電話リクエスト・音楽ランキング（カウントダウン）番組。

## 概要
80年代初頭まで日曜午後に、当時ABSのアナウンサーだった”依さん”こと依本悟と、同局の女性アナウンサーとのコンビで担当していた『サンデー電話リクエスト』という電リク番組があった（末期のアシスタントはミコこと柴田美知子（佐藤美知子））。その後、様々なリクエスト番組が放送され、1989年4月に始まったこの番組は、ロック、ニューミュージック、ポップスファンのための電話リクエスト番組であった。
電話・はがきによるリクエストと、秋田県内レコード店のＣＤ売り上げを番組独自の集計方法で得点化し、邦楽・洋楽のベスト２０を発表。そのほか、さまざまなコーナーを用意して音楽ファンの期待に応える番組であった。全盛期には1日300本以上の電話リクエストがあったという。
なお、13時台の1時間に限り、地元・秋田県域を販売エリアとするトヨタ自動車系列のディーラー、トヨタカローラ秋田の一社提供で放送され、同社所属のセールスレディ『カローラおばこ』が週替わりで出演の上、新車・中古車情報やディーラー主催イベントの案内などを伝えていた。

## オープニング
- 当時ABSのレコード室に黒電話が設置されており黒電話の「ジリリリリーン、はい、もしもし…」の音とともに始まり、スタジオに最初にリクエスト電話をしたリスナーと電話をつなぎ、パーソナリティーとトークしてから「さぁ〜、それではまいりましょう。土曜はキャベツクラブ。」とタイトルコールをしてからオープニングテーマ曲が流れるものであった。

## 出演者
どれも放送当時時点
- 賀内隆弘（秋田放送アナウンサー）
- 北島拠子　（フリーアナウンサー・地元タレント）
- カローラおばこ（トヨタカローラ秋田のセールスレディ、同社提供枠の13時台のみ出演）

## 主なコーナー
- 新車・中古車情報：トヨタカローラ秋田提供の13時台
- フルーツプレゼント：同上（イチゴのプレゼントにカローラ秋田の営業所にリスナーが殺到することもあった。）
- 食べ頃インタビュー
- ミュージックインフォメーション
- パリパリクイズ
- アーチストからのメッセージ…それぞれのアーチストから、

## 復刻版
2013年11月3日（日曜日）、秋田放送開局60周年記念特番として『ABSラジオ復刻版! 音楽情報局 土曜はキャベツクラブ』が16:00 - 20:00の4時間にわたって生放送され、番組終了以来16年ぶりの復活を果たした。パーソナリティは賀内と酒井茉耶が務めた。